# ニール・ポーター
ニール・ポーター（Neil Porter）
イギリス人の中では数少ない先鋭的なランドスケープ・アーキテクトである。
1997年から、キャサリン・グスタフソンとで結成された、ロンドンをベースに活動するデザイン事務所「Gustafson Porter」主宰。2002年からは建築家メアリー·ボウマンも参加。
1958年にサリー州生まれ。
1983年にロンドンのAAスクール、その後建築のニューカッスル大学でファーストクラスの学位卒業証書を授与される。卒業後ベルナール・チュミの下でラ・ヴィレット公園の設計に携わり、その後グスタフソンとチームを組み活動をはじめた。
完成したグスタフ・ポータープロジェクトはクリスタルパレス公園（フォスター+パートナーズと）、アムステルダムのWestergasfabriek文化公園、スイスコテージオープンスペース、財務省中庭、国立植物園温室、恐竜公園の復旧を含むハイドパークのダイアナウェールズ記念噴水などがある。他のプロジェクトは、ベイルートの海岸ウォーク、アルアイン湾東御苑の庭園、アブダビの砂漠公園の復元など。
この10年間で、ランドスケープ·アーキテクチャーおよび都市地域の基本計画の分野に、デザインや建築に関心を広げる。ノッティンガムで最近完成した旧マーケット広場のための彼の設計は、都市デザインのための市長賞を受賞。現在ミラノのシティライフパークの景観マスタープランの設計に取り組んでいる。